# Дивчићи (Трново)
Дивчићи су насељено мјесто у општини Трново, Федерација БиХ, Босна и Херцеговина.

## Становништво
|             | 2013.      | 1991.      | 1981.       | 1971.       |
| Укупно      | 0 (0,000%) | 3 (100,0%) | 16 (100,0%) | 23 (100,0%) |
| Срби        | –          | 3 (100,0%) | 15 (93,75%) | 23 (100,0%) |
| Југословени | –          | –          | 1 (6,250%)  | –           |